# 리옹 메트로
리옹 메트로(프랑스어: Métro de Lyon)는 프랑스 리옹을 달리는 지하철 체계이다. 1978년에 개업하였다. 현재 4개 노선으로 구성되어 있다. 운영은 TCL에 의해 이루어지고 있다.
리옹 지하철은 좌측 통행이며 다른 프랑스의 지하철과 통행 방식이 다르다. 영업 거리는 32.1km로 그 중 80%는 지하 구간이다.

## 같이 보기
- 지하철 목록